# Tomaschewitsch I-110
Die Tomaschewitsch I-110 (russisch Томашевич И-110) war ein einsitziges Jagdflugzeug aus der Zeit des Zweiten Weltkrieges.

## Entwicklung
1942 entwickelte Dmitri Tomaschewitsch während seiner Haftzeit in seinem Konstruktionsbüro KB-29 in Sibirien ein Jagd- und Jagdbombenflugzeug, das sich von den damaligen Serienflugzeugen erheblich unterschied. Wegen der hohen Bombenzuladung und der sehr starken Panzerung hatte es eine sehr hohe Masse. Das Flugzeug besaß ein besonderes Kühlsystem mit einem sehr auffälligen, großen Lufteinlauf unter der Luftschraube. Ende 1942 startete Testpilot Pjotr Stefanowski mit dem als I-110 bezeichneten Typ zum Erstflug. Er wies einige sehr gute Flugeigenschaften auf, der Serienbau wurde jedoch nicht angeordnet, da sowohl Zelle als auch Triebwerk eine vollständige Umstellung der Produktion nach sich gezogen hätten, was aber die angespannte Kriegslage nicht zuließ.

## Technische Daten
| Kenngröße                  | Daten                                                                                 |
| -------------------------- | ------------------------------------------------------------------------------------- |
| Besatzung                  | 1                                                                                     |
| Flügelspannweite           | 10,20 m                                                                               |
| Länge                      | 9,91 m                                                                                |
| Flügelfläche               | 18,75 m²                                                                              |
| Flügelstreckung            | 5,5                                                                                   |
| Leermasse                  | 3.285 kg                                                                              |
| Startmasse                 | 3.980 kg                                                                              |
| Triebwerk                  | ein Klimow-M-107P-V-Motor                                                             |
| Startleistung              | 1.075 kW (1.462 PS)                                                                   |
| Höchstgeschwindigkeit      | 610 km/h in 6.200 m Höhe                                                              |
| Steigzeit auf 5.000 m Höhe | 7 min                                                                                 |
| Reichweite                 | 1.050 km                                                                              |
| Gipfelhöhe                 | 10.000 m                                                                              |
| Bewaffnung                 | eine 20-mm-Kanone SchWAK in der Luftschraubenwelle zwei 12,7-mm-MG UBS über dem Motor |
| Bombenlast                 | 500 kg                                                                                |